# Somlójenő, Veszprém
Somlójenő  este un sat în districtul Devecser, județul Veszprém, Ungaria, având o populație de 305 locuitori (2011). 

## Demografie
Componența etnică a satului Somlójenő
     Maghiari (87,34%)
     Romi (10,71%)
     Necunoscut (0,97%)
     Germani (0,97%)
     Alții (0,97%)
Componența confesională a satului Somlójenő
     Romano-catolici (64,26%)
     Fără religie (5,9%)
     Reformați (1,64%)
     Luterani (1,31%)
     Necunoscută (26,89%)
Conform recensământului din 2011, satul Somlójenő avea 305 locuitori. Din punct de vedere etnic, majoritatea locuitorilor (87,34%) erau maghiari, cu o minoritate de romi (10,71%). Apartenența etnică nu este cunoscută în cazul a 0,97% din locuitori.  Din punct de vedere confesional, majoritatea locuitorilor (64,26%) erau romano-catolici, existând și minorități de persoane fără religie (5,9%), reformați (1,64%) și luterani (1,31%). Pentru 26,89% din locuitori nu este cunoscută apartenența confesională.